# Bod identických předků
Bod identických předků je takový bod v historii dané populace, kde se každý z tehdy žijících jednotlivců dá rozdělit do skupiny těch, kdo jsou předky všech dnes žijících lidí, nebo těch, jejichž potomci již nežijí. Tento bod leží v minulosti hlouběji než poslední společný předek.
Poslední společný předek žil mezi řadou vrstevníků obou pohlaví. Mnoho z nich zanechalo přímé potomky, avšak ne vždy byla linie zachována až do současné doby. Někteří vrstevníci nejsou tedy předky nikoho ze současné populace. Ostatní lze považovat za předky skupin současné populace, avšak nikoliv za předky celého lidstva.
Protože předci posledního společného předka jsou také společní předci, čím dále do minulosti nahlédneme, tím víc společných předků najdeme. Nakonec se dostaneme do takového bodu, ve kterém lze veškeré tehdejší lidstvo rozdělit do dvou skupin: ti co nezanechali žádné potomky, kteří by se dožili současnosti a ti, kdo jsou společnými předky všech dnes žijících lidí. Tento bod se nazývá bodem identických předků. Přestože každý jedinec získá geny těchto předků ve výrazně odlišném poměru, všichni dnes žijící lidé mají jedno společné. Od tohoto okamžiku totiž sdílejí přesně ten samý soubor předků a to zpětně až po velmi rané podoby života.
Bod identických předků člověka Homo sapiens se klade (je kladen počítačovým expertem Douglasem Rohdem a jeho spolupracovníky) do doby před zhruba 5 000 až 15 000 lety, poslední společný předek pak do doby před 2 000 až 5 000 lety. Odhady identického předka jsou tedy trojnásobkem společného předka. Posun identického předka blíže k současnosti je nepravděpodobný, protože pak by to znamenalo, že někdo ze západní polokoule by byl předkem všech obyvatel východní polokoule a naopak. Za zmínku stojí, že poslední společný předek v mateřské i otcovské linii je od těchto hodnot stále velmi vzdálen, neboť se klade do období před 150 000, resp. 90 000 lety.
Nelze předpokládat, že poslední společný předek a jeho předci předali své geny každému z dnes žijících lidí. Každá generace dědí pouze polovinu genů a tudíž je podíl konkrétních zděděných genů (přesněji alel) od jednoho předka stále menší a menší tak, jak se mísí s geny vrstevníků posledního společného předka.